# 크리스티네 에라트
크리스티네 에라트(독일어: Christine Errath, 1956년 12월 29일 ~ )는 독일의 전직 피겨 스케이팅 선수로 동독을 대표했다. 그녀는 1976년 올림픽에서 동메달을 획득했고, 1974년 세계 선수권 대회에서 우승했다. 그녀는 유럽 선수권 대회에서 3연패했다.

## 선수 경력
인게 비슈네프스키의 지도를 받은 에라트는 SC 다이나모 베를린에서 훈련을 받았다.
그녀는 1974년 세계 선수권 대회에서 우승했고 1973년부터 1975년까지 유럽 선수권 대회에서 3연패했다.
에라트는 1976년 유럽 선수권 대회와 1976년 동계 올림픽에서 동메달을 획득했다. 그녀는 1976년 세계 선수권 대회에서 은메달을 획득한후 현역에서 은퇴했다.